# Асимов, Владимир Абдурахимович
Владимир Абдурахимович Асимов (род. 16 апреля 1967, Мытищи, Московская область) — российский певец, композитор. Бывший солист группы «На-На».
Заслуженный артист Российской Федерации (2001)

## Биография
Родился в Мытищах. Окончил Таллинское мореходное училище, во время учёбы там создал свой ансамбль. Проходил практику в Архангельске в Северном морском пароходстве. Затем был призван в армию, служил в космических войсках.
Дослужился до звания старшего сержанта, награждён медалью «За отличие в воинской службе» II степени.
В 1980-е годы Асимов начал писать песни, участвовал в различных группах («Дуэт», «Алгоритм»).
В 1992 году стал солистом группы На-На. Именно участие в этой группе принесло Асимову славу. Один из хитов Асимова в составе группы «На-На» — «Еду к миленькой» из альбома 1993 года «Красивая».
Во второй половине девяностых, параллельно с работой в группе, Владимир Асимов начал сольную карьеру.
В 1998 году вышел дебютный сольный альбом «Один», а в 1999 году следующий — «Что ты делаешь со мной?!». Композиция «Тёмно-красное вино» стала хитом. Первая концертная программа Асимова называлась «Я приеду».
В 2003 году на фоне сильного спада популярности и творческой активности «На-на» Асимов полностью уходит в сольную карьеру. В декабре выходит железнодорожный клип на песню «Не моя, чужая, незнакомая» с участием Ирины Безруковой и Евгения Дятлова. Композиция становится заглавной в новом сольном альбоме Асимова, вышедшем в 2004 году. Она стала номинантом премии Золотой граммофон. Вторым хитом диска стала песня «Ветер-скрипач».
В 2004 году работал над новыми песнями.
В настоящее время проживает в Испании с супругой и сыном, с прессой и бывшими коллегами по группе не общается. Продолжает записывать песни, в том числе и на испанском языке.

## Семья
Женат на Татьяне Асимовой. Сын Семён (р. 1995) по информации 2015 года учится на юриста в Университете Валенсии.

## Дискография
- «Один» (1998)
- «Что ты делаешь со мной?!» (1999)
- «Не моя, чужая, незнакомая» (2004)

## Клипы
- 1998 — Я приеду
- 1999 — Тёмно-красное вино
- 1999 — Ночкой тёмною
- 2000 — Сказано — сделано
- 2004 — Не моя, чужая, незнакомая
- 2005 — Полюбила — погубила
- Ты — песня
- Вы поняли… что чувствует Любовь?
- Увы, мадам
- Страна
- Город жёлтых огней